# Aiquidoca
Aiquidoca (em japonês:  合気道家, Aikidō-ka)  é o termo que identifica o praticante de aiquidô. O sufixo ka (家, ie, início), quando adicionado à denominação de certas actividades, indica um especialista ou profissional nesse campo. Daí que se faz anotação de que para ser considerado um verdadeiro aiquidoca (budoca), não basta treinar a modalidade, mas o praticante deve estudá-la com afinco e dedicação.
No Japão, a contrário da panaceia ocidental, mormente quando o campo é das artes marciais, significa alguém que é reconhecido como experto na modalidade.